# Франсішку Аугусто Нето Рамош
Франсішку Аугусто Нето Рамош (порт. Francisco Ramos, нар. 10 квітня 1995, Повуа-де-Варзім) — португальський футболіст, півзахисник клубу «Радом'як» (Радом).
Виступав, зокрема, за олімпійську збірну Португалії.

## Клубна кар'єра
Вихованець юнацьких команд футбольних клубів «Варзім» та «Порту».
У дорослому футболі дебютував 2014 року виступами за команду клубу «Порту» Б, в якій провів два сезони, взявши участь у 76 матчах чемпіонату. Більшість часу, проведеного у складі другої команди «Порту», був основним гравцем команди.
Своєю грою за цю команду привернув увагу представників тренерського штабу клубу «Порту», до складу якого приєднався 2016 року. 
Частину сезону 2016 року перебував в оренді клубу «Шавіш», але в основному складі не провів жодного матчу.
До складу клубу «Порту» Б повернувся 2016 року. Відтоді встиг відіграти за дублерів клубу з Порту 25 матчів в національному чемпіонаті.
30 червня 2017 року підписав трирічний контракт з клубом «Віторія» (Гімарайнш). Останні два роки контракту провів на правах оренди в складі команди «Санта-Клара».
28 вересня 2020 року Франсішку підписав трирічний контракт з командою «Насіунал». 30 січня став автором голу в переможній домашній грі 2–1 проти «Фамалікана».
12 січня 2023 уклав дворічний контракт з польським клубом «Радом'як» (Радом).

## Виступи за збірні
2012 року дебютував у складі юнацької збірної Португалії, взяв участь у 12 іграх на юнацькому рівні.
З 2014 року залучається до складу молодіжної збірної Португалії. На молодіжному рівні зіграв у 13 офіційних матчах.
2016 року захищав кольори олімпійської збірної Португалії. У складі цієї команди провів 4 матчі. У складі збірної — учасник футбольного турніру на Олімпійських іграх 2016 року у Ріо-де-Жанейро.